# Österrikiska ishockeyligan 2011/2012
Österrikiska ishockeyligan 2011/2012, även känd som EBEL 2011/2012, var den högsta divisionen för ishockey i Österrike för säsongen 2011/2012. Totalt 11 lag deltog, varav sex från Österrike, två från Slovenien och ett lag vardera från Kroatien, Tjeckien och Ungern. De elva lagen spelade totalt 40 omgångar vardera i grundserien, varefter de sex främsta gick vidare till en placeringsomgång och de fem sämsta gick vidare till en kvalificeringsomgång. Samtliga lag i placeringsomgången och de två främsta i kvalificeringsomgången gick vidare till slutspel. Efter säsongens slut stod EHC Linz som både österrikiska mästare och EBEL-mästare för säsongen 2011/2012 efter att ha besegrat EC KAC i finalen med 4-1 i matcher.

## Grundserien
|     | Division 1B               | SM | V  | F  | ÖTF | GM  | IM  | MS  | P  |
| --- | ------------------------- | -- | -- | -- | --- | --- | --- | --- | -- |
| 1.  | EHC Linz                  | 40 | 29 | 7  | 4   | 147 | 104 | +43 | 62 |
| 2.  | KHL Medveščak Zagreb      | 40 | 24 | 10 | 6   | 135 | 99  | +36 | 54 |
| 3.  | EC Red Bull Salzburg      | 40 | 24 | 13 | 3   | 144 | 129 | +15 | 51 |
| 4.  | EC KAC                    | 40 | 22 | 14 | 4   | 124 | 114 | +10 | 48 |
| 5.  | HDD Olimpija Ljubljana    | 40 | 21 | 16 | 3   | 122 | 119 | +3  | 45 |
| 6.  | Alba Volán Székesfehérvár | 40 | 20 | 16 | 4   | 132 | 122 | +10 | 44 |
|     |                           |    |    |    |     |     |     |     |    |
| 7.  | EC VSV                    | 40 | 21 | 19 | 0   | 112 | 101 | +11 | 42 |
| 8.  | Vienna Capitals           | 40 | 17 | 17 | 6   | 120 | 136 | –16 | 40 |
| 9.  | Graz 99ers                | 40 | 19 | 20 | 1   | 112 | 123 | –11 | 39 |
| 10. | Orli Znojmo               | 40 | 14 | 20 | 6   | 100 | 137 | –37 | 34 |
| 11. | HK Jesenice               | 40 | 9  | 24 | 7   | 82  | 146 | –64 | 25 |

|    | Division 1B               | SM | V | F | ÖTF | BP | GM | IM | MS  | P  |
| -- | ------------------------- | -- | - | - | --- | -- | -- | -- | --- | -- |
| 1. | EHC Linz                  | 10 | 6 | 4 | 0   | 4  | 32 | 29 | +3  | 16 |
| 2. | KHL Medveščak Zagreb      | 10 | 5 | 4 | 1   | 3  | 31 | 29 | +2  | 14 |
| 3. | Alba Volán Székesfehérvár | 10 | 7 | 3 | 0   | 0  | 37 | 26 | +11 | 14 |
| 4. | EC Red Bull Salzburg      | 10 | 4 | 5 | 1   | 2  | 32 | 42 | –10 | 11 |
| 5. | EC KAC                    | 10 | 4 | 6 | 0   | 1  | 26 | 28 | –2  | 9  |
| 6. | HDD Olimpija Ljubljana    | 10 | 4 | 5 | 1   | 0  | 35 | 39 | –4  | 9  |

|    | Division 1B     | SM | V | F | ÖTF | BP | GM | IM | MS  | P  |
| -- | --------------- | -- | - | - | --- | -- | -- | -- | --- | -- |
| 1. | Orli Znojmo     | 8  | 5 | 3 | 1   | 0  | 28 | 22 | +6  | 11 |
| 2. | Vienna Capitals | 8  | 4 | 3 | 1   | 2  | 30 | 20 | +10 | 11 |
| 3. | EC VSV          | 8  | 4 | 4 | 0   | 3  | 16 | 18 | –2  | 11 |
| 4. | Graz 99ers      | 8  | 4 | 3 | 1   | 1  | 18 | 18 | +0  | 10 |
| 5. | HK Jesenice     | 8  | 3 | 5 | 0   | 0  | 19 | 33 | –14 | 6  |

## Slutspel

### Kvartsfinal
- EHC Linz – Vienna Capitals 4–3 i matcher (3–4 sd; 3–2 sd; 3–0, 3–1, 3–6; 2–4; 8–3)
- KHL Medveščak Zagreb – Orli Znojmo 4–0 i matcher (3–1; 5–2; 5–0; 5–4)
- Alba Volán Székesfehérvár – HDD Olimpija Ljubljana 2–4 i matcher (7–2; 1–2 sd; 8–1; 4–6; 1–2; 3–4)
- EC Red Bull Salzburg – EC KAC 2–4 i matcher (5–3; 4–5 sd; 4–2; 2–4; 1–2; 2–5)

### Semifinal
- EHC Linz – HDD Olimpija Ljubljana 4–1 i matcher (4–2; 4–3 sd; 6–1; 1–2; 5–2)
- KHL Medveščak Zagreb – EC KAC 1–4 i matcher (0–4; 1–4; 3–2; 1–4; 2–5)

### Final
- EHC Linz – EC KAC 4–1 i matcher (2–3; 3–2; 6–2, 4–1; 3–1)